# Sangerhausen
Sangerhausen je okresní město ve středním Německu, jihovýchodně od pohoří Harz, asi 35 km východně od Nordhausenu a 50 km západně od Halle (Saale), s 27 tisíci obyvatel. Je sídelním městem zemského okresu Mansfeld-Jižní Harz.
Sangerhausen je jedním z nejstarších měst v Sasku-Anhaltsku, poprvé je připomínán koncem 7. století.
V Sangerhausenu se nachází Europa-Rosarium, veřejná botanická zahrada, arboretum a rozárium, na rozloze 12,5 ha je zde pěstováno na 75 000 růžových keřů ve více než 8 300 druzích.

## Obyvatelstvo
| Rok  | Obyvatel |
| ---- | -------- |
| 1824 | 4,419    |
| 1895 | 11,414   |
| 1946 | 16,220   |
| 1950 | 16,753   |
| 1960 | 23,778   |
| 1981 | 33,822   |
| 1984 | 33,466   |
| 1986 | 33,064   |
| 1995 | 29,734   |
| 1997 | 27,798   |
| 1998 | 26,917   |
| 1999 | 26,121   |
| 2000 | 25,399   |

| Rok  | Obyvatel          |
| ---- | ----------------- |
| 2001 | 24,881            |
| 2002 | 24,337            |
| 2003 | 23,836            |
| 2004 | 23,435            |
| 2005 | 23,261            |
| 2006 | 30,382*           |
| 2009 | 30,063 (21.337)** |
| 2011 | 29,240            |
| 2013 | 27,830            |
| 2015 | 27,752            |
| 2016 | 27,265            |
| 2017 | 26,798            |
| 2018 | 26,297            |

## Osobnosti města
- Julius von Bose (1809-1894), pruský generál pěchoty
- Andreas Knebel (* 1960), atlet
- Thomas Liese (* 1968), cyklista
- Manfred Möck (* 1959), herec
- Norbert Nachtweih (* 1957), fotbalista
- Werner Rothmaler (1908-1962), botanik
- Einar Schleef (1944-2001), spisovatel
- Werner Stock (1903-1972), herec
- Annekatrin Thieleová (* 1984), veslařka

## Partnerská města
- Baunatal, Německo
- Nordhausen, Německo
- Trnava, Slovensko
- Zabrze, Polsko